# زمانية

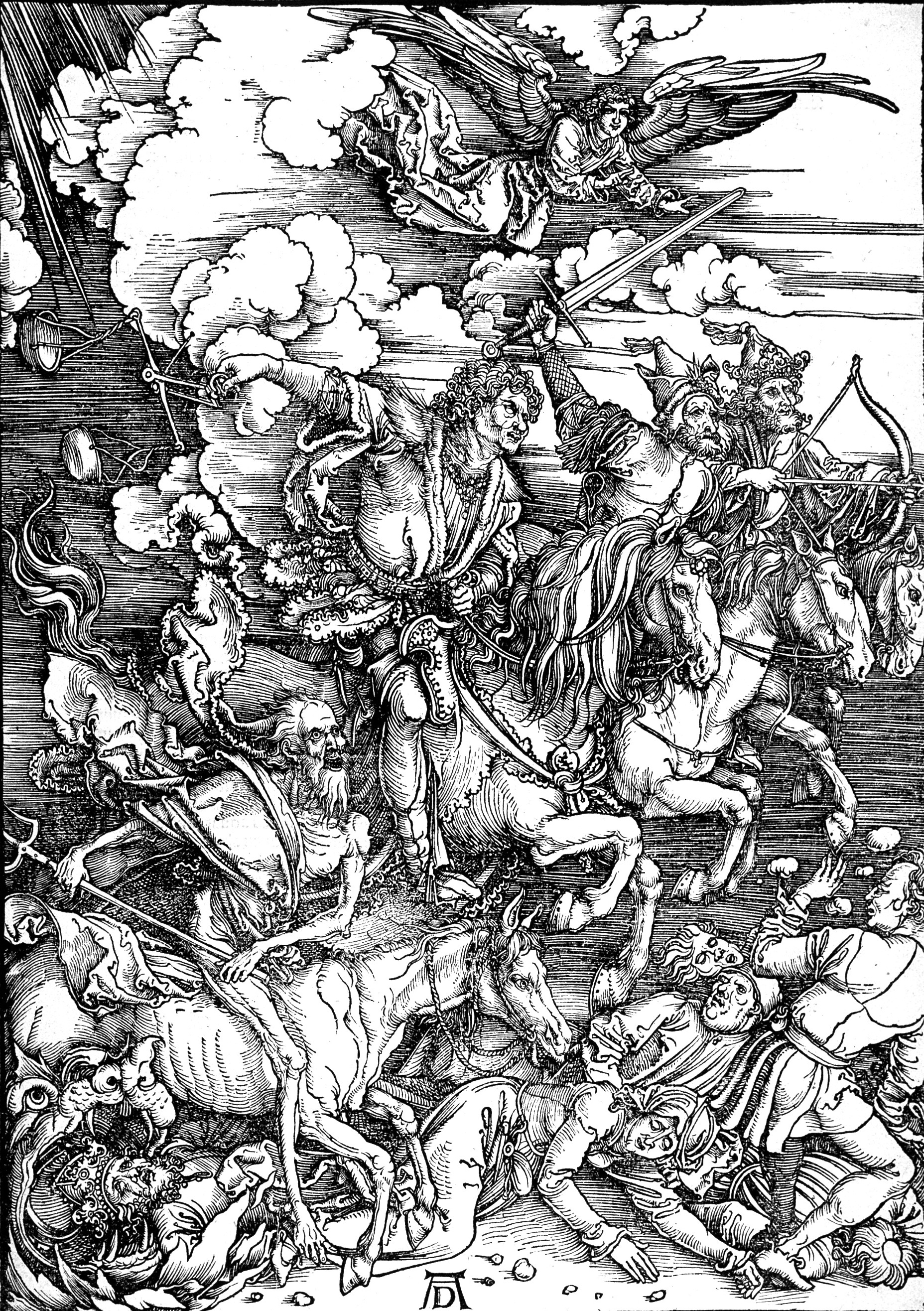

الزمانية أو نهاية العالم هو الاعتقاد الديني بأنه سيكون هناك نهاية العالم، وهو مصطلح يرجع إلى الوحي، لكنه الآن يشير عادةً إلى الاعتقاد بأن نهاية الزمان وشيكة. عادة ما يصاحب هذا الاعتقاد فكرة أن الحضارة ستصل قريباً إلى نهاية صاخبة بسبب نوع من الأحداث العالمية الكارثية. غالباً ما تركز هذه الآراء والحركات على الوحي السري حول الحكم المفاجئ والمثير والكارثي في التاريخ من الله. حكم الرجال؛ وخلاص المؤمنين؛ والمصير النهائي للمؤمنين المنتخبين مع الله في سماء وأرض متجددة. نشأ المصطلح في البداية في الزرادشتية، وتم تطوير نهاية العالم بشكل كامل في الديانات الإسلامية واليهودية والمسيحية وفي التكهنات والتخمينات.
غالبًا ما يقترن نهاية العالم بالاعتقاد بأن المعرفة الباطنية من المرجح أن يتم الكشف عنها في مواجهة كبيرة بين قوى الخير والشر، والتي تهدف إلى تغيير مسار التاريخ. يمكن النظر إلى نهاية العالم على أنها جيدة أو شريرة أو غامضة أو محايدة، اعتماداً على نظام الدين أو المعتقد الذي يتحدث عنها. ومع ذلك، فهي ليست فكرة دينية حصرية وهناك أوقات نهائية وسيناريوهات انتقالية قائمة على العلم والتكنولوجيا الحديثة.

## الأديان
علم الآخرات هو جزء من الإلهيات المعني بالأحداث النهائية للتاريخ أو المصير النهائي للبشرية. يُشار إلى هذا المفهوم عادةً باسم «نهاية العالم» أو «أوقات النهاية». نشأت الكلمة من كلمة τοςατος eschatos اليونانية التي تعني "last" و"logy" تعني «دراسة»، وظهرت لأول مرة باللغة الإنجليزية حوالي عام 1844. يعرّف قاموس أكسفورد الإنجليزي علم الآخرات بأنه «الجزء الإلهيات المتعلق بالموت، والحكم، والمصير النهائي للروح والبشرية».

### الإسلام
علم آخر الزمان في الإسلام هو العلم الذي يهتم بأفكار الحياة بعد الموت ومسائل الروح و«يوم الدين» المعروف باسم «يوم القيامة». يتميز يوم القيامة بانتهاء كل الحياة، والتي يتبعها البعث وحكم الآخرة من الله. لم يتم تحديد موعد قيام القيامة، ولكن بحسب النبوة التي أوضحتها بعض الأحاديث، هناك علامات رئيسية وثانوية تنبئ بقدومها، وهناك آيات متعددة في القرآن تذكر بيوم القيامة.
الموضوع الرئيسي لسورة القيامة هو القيامة، ويعرف يوم القيامة أيضًا بيوم الحساب، واليوم الأخير، ويوم الساعة.
تحتوي الأحاديث النبوية على عدة أحداث تحدث قبل يوم القيامة، وتوصف الأحداث بأنها علامات يوم القيامة وهي اثنا عشر علامة رئيسية. خلال هذه الفترة، سيحكم الفساد والفوضى الأرض، والتي سببها المسيح الدجال، ثم سيظهر عيسى بن مريم ويهزم الدجال ويؤسس فترة سلام، ويحرر العالم من القسوة، سيتبع هذه الأحداث وقت من الهدوء عندما يعيش الناس وفقًا للقيم الدينية.
على غرار الديانات الإبراهيمية الأخرى، يُعلِّم الإسلام أنه ستكون هناك قيامة للأموات يتبعها الانقسام الأبدي بين الأبرار والأشرار. غالبًا ما تُعرف الكتب الإسلامية التي تصف موقع تجمع الجيوش للمعركة حيث سيحين وقت النهاية باسم الفتنة أو الملحمة الكبرى (الغزوة الكبرى). سيكافأ الأبرار بملذات الجنة، بينما يعاقب الأشرار في جهنم.